# Сактан
Сакта́н (каз. Сақтан) — село у складі Талгарського району Алматинської області Казахстану. Входить до складу Кайнарського сільського округу.
Населення — 67 осіб (2021; 176 у 2009, 133 у 1999, 102 у 1989).